# Bourg-Charente
Bourg-Charente ist eine französische Gemeinde mit 885 Einwohnern (Stand 1. Januar 2022) im Département Charente in der Region Nouvelle-Aquitaine; sie gehört zum Arrondissement Cognac und zum Kanton Jarnac.

## Geographie
Der Ort liegt am linken Ufer des Flusses Charente. Nachbargemeinden von Bourg-Charente sind Julienne im Norden, Jarnac im Nordosten, Mainxe-Gondeville mit Mainxe im Osten, Segonzac im Süden, Gensac-la-Pallue im Westen und Saint-Brice im Nordwesten.

## Bevölkerungsentwicklung
| Jahr      | 1962 | 1968 | 1975 | 1982 | 1990 | 1999 | 2007 | 2018 |
| Einwohner | 732  | 698  | 708  | 739  | 722  | 754  | 713  | 897  |

## Sehenswürdigkeiten
- Pfarrkirche Saint-Jean (12. Jahrhundert)
- Schloss Bourg
- Schloss Cressé
- Schloss Tilloux

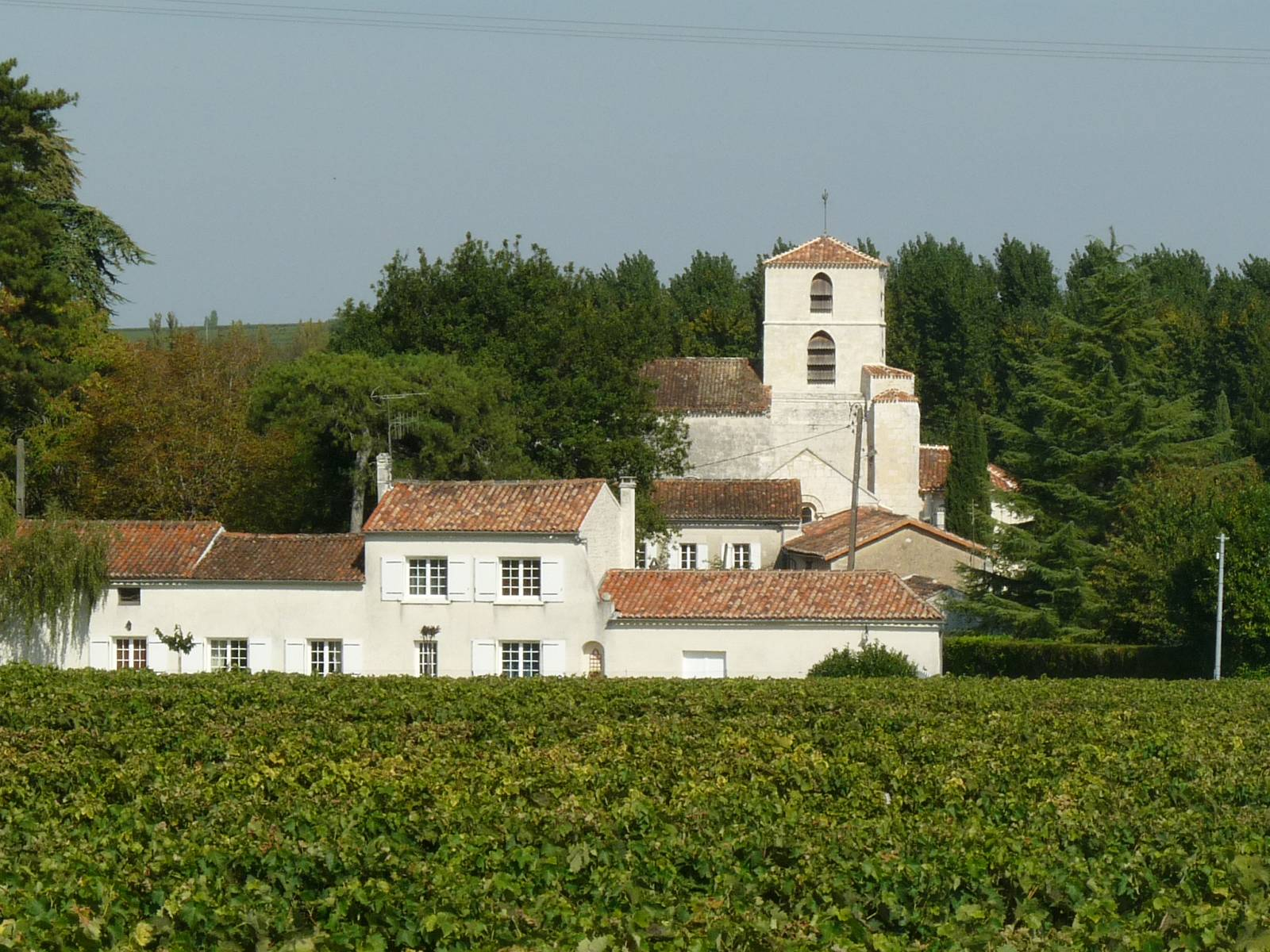
Bourg-Charente
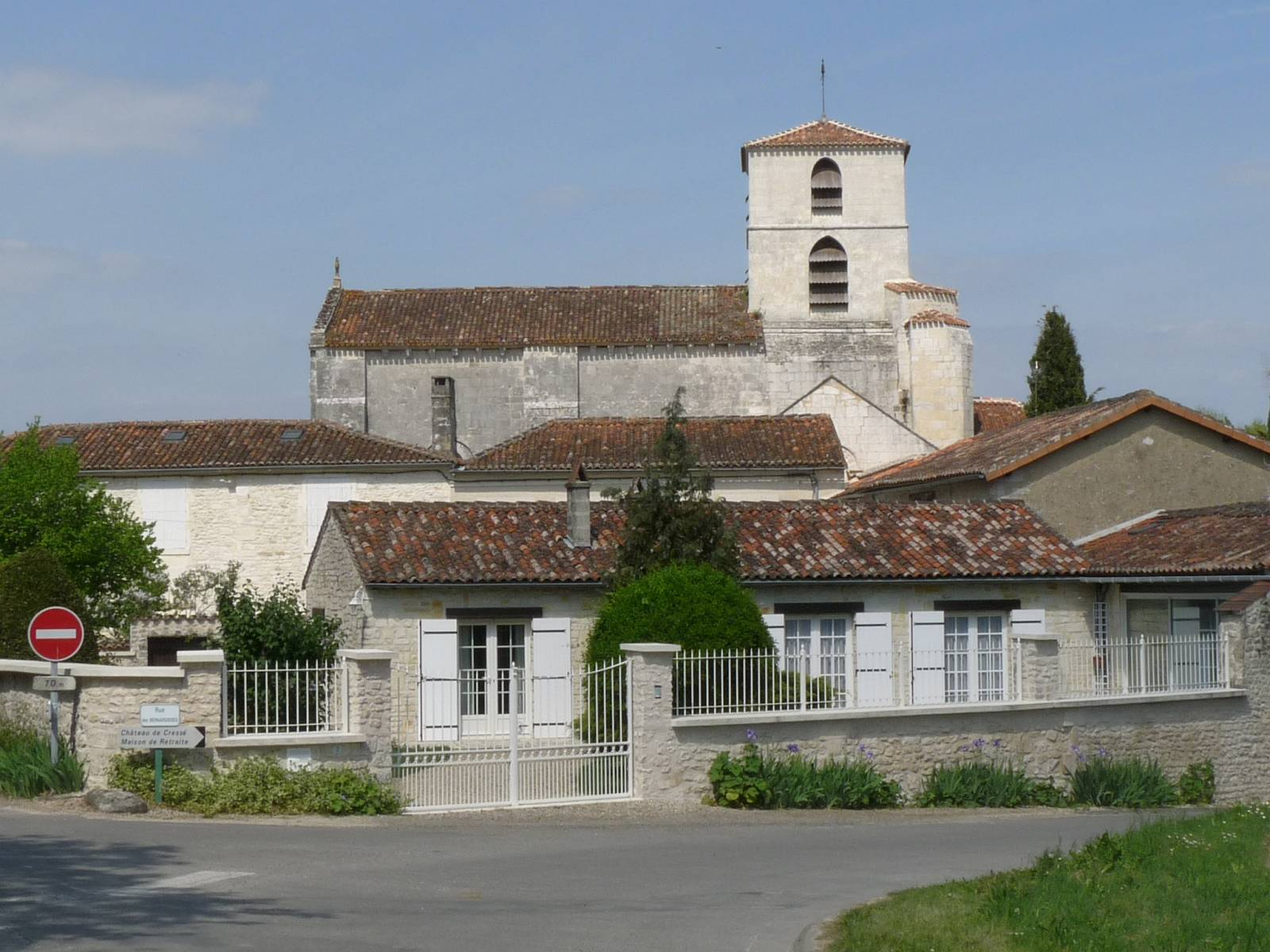
Bourg-Charente
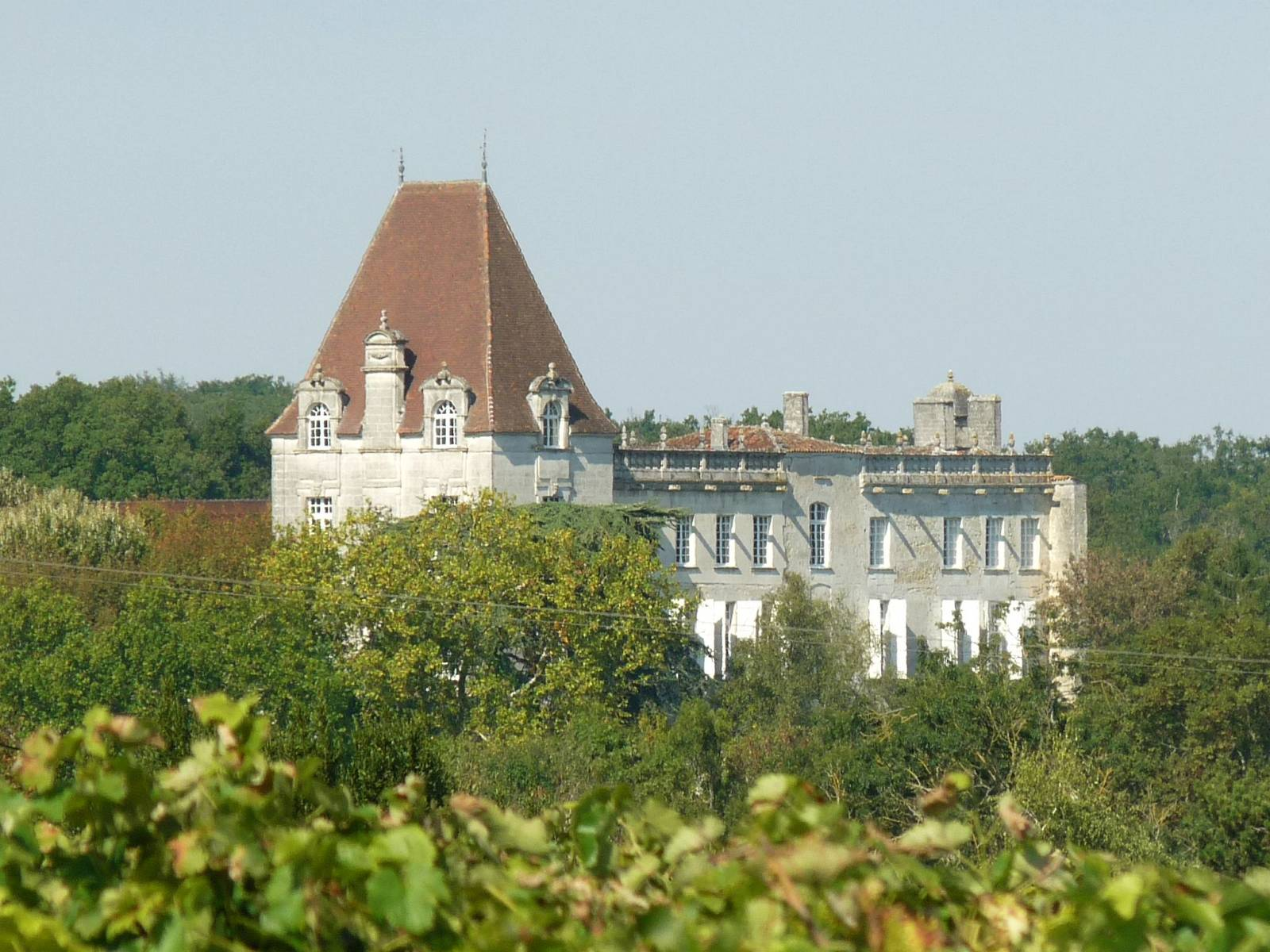
Schloss Bourg
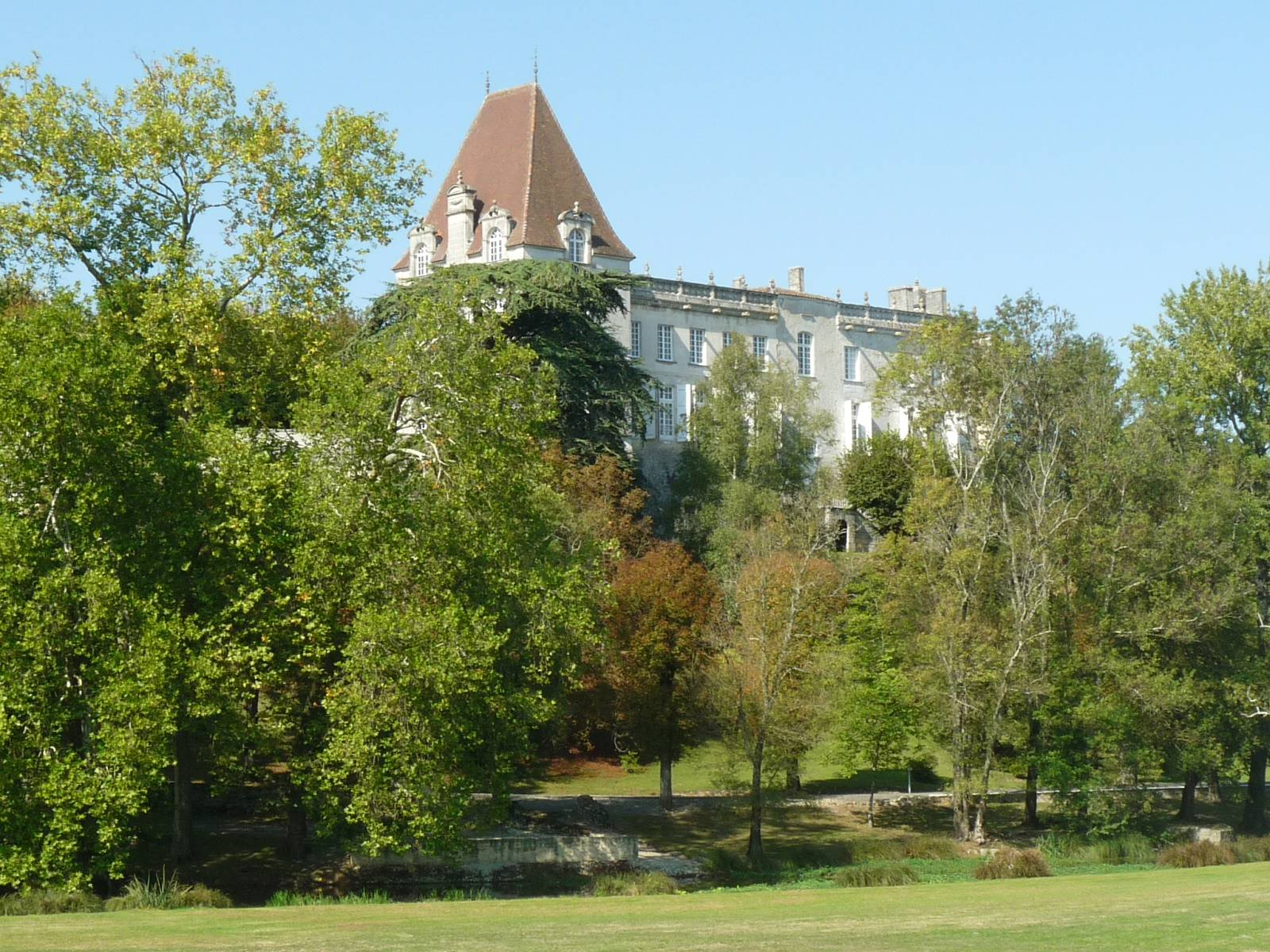
Schloss Bourg
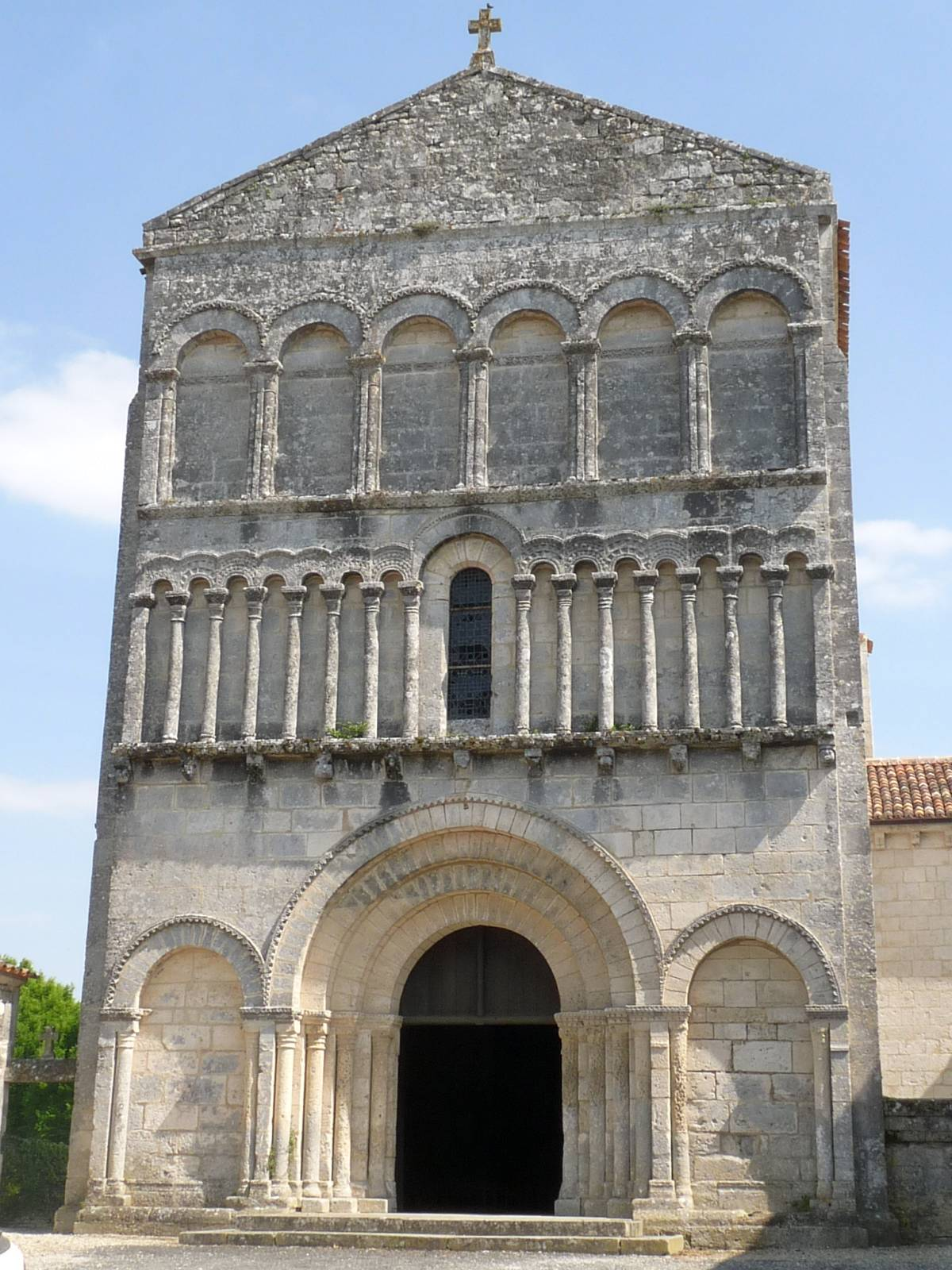
Fassade der Kirche
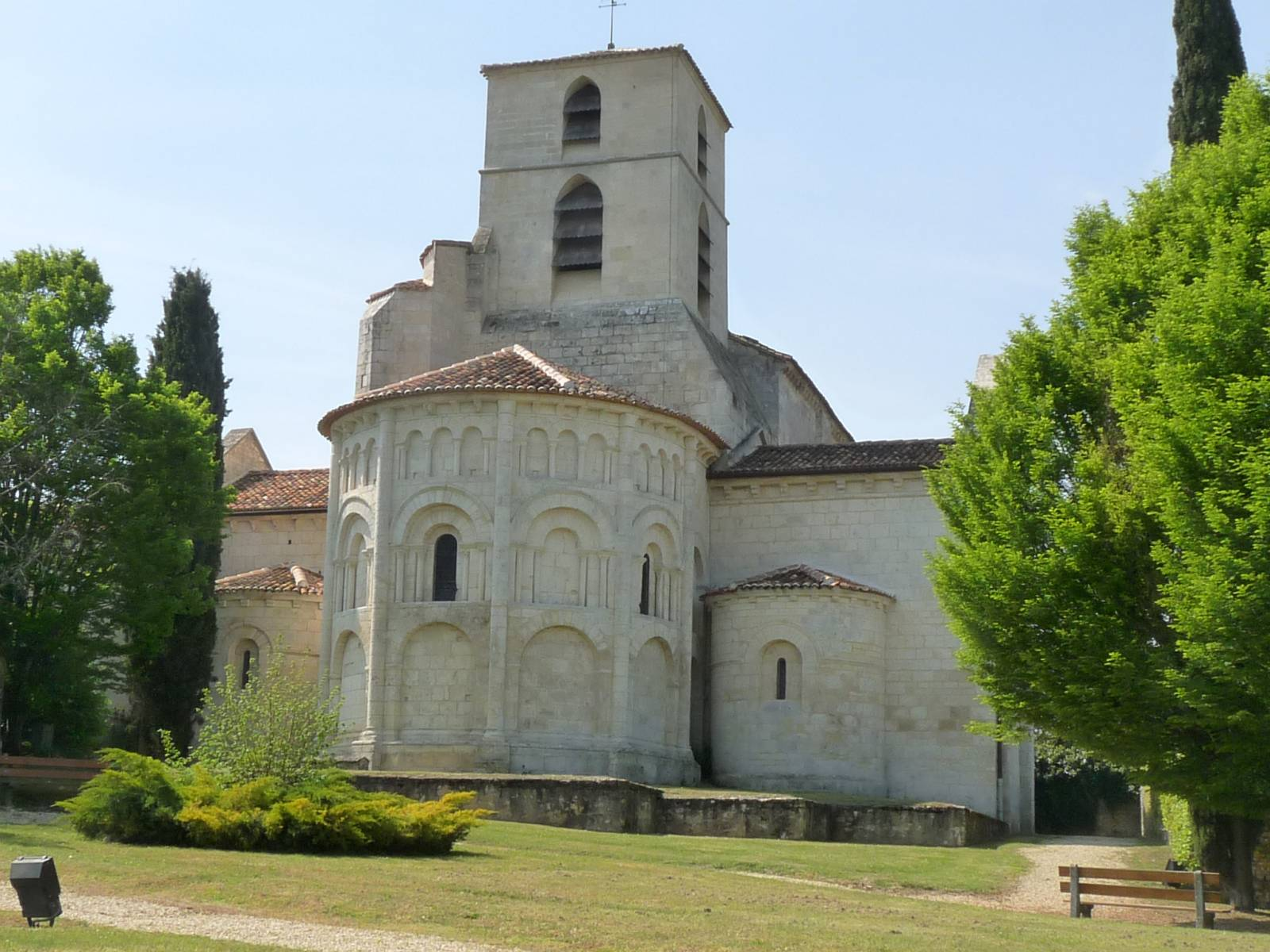
Ansicht von Osten
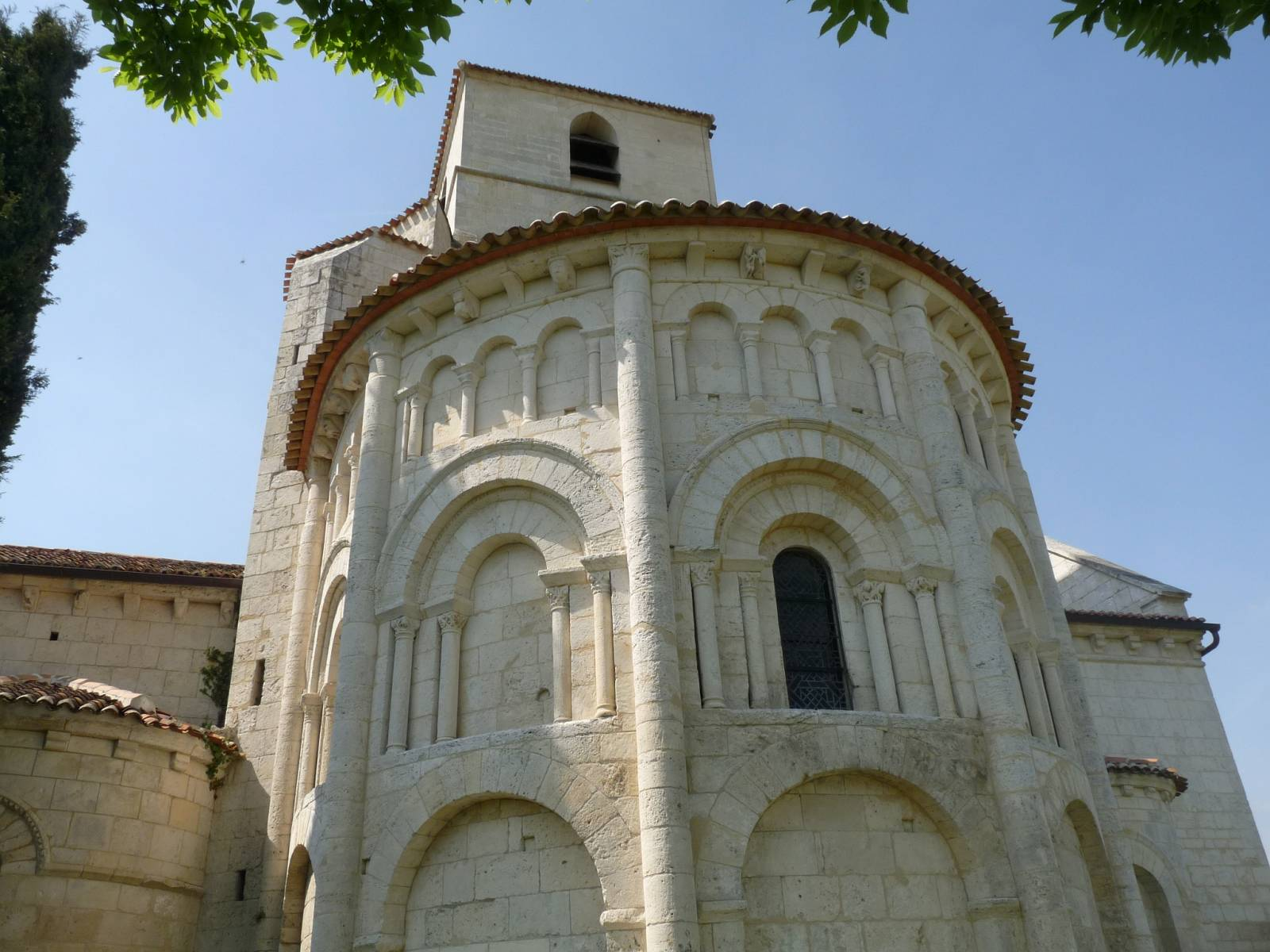
Apsis